# La Soledad, Nuevo León
La Soledad är en ort i Mexiko.   Den ligger i kommunen Linares och delstaten Nuevo León, i den centrala delen av landet, 600 km norr om huvudstaden Mexico City. La Soledad ligger 353 meter över havet och antalet invånare är 211.
Terrängen runt La Soledad är platt åt nordost, men åt sydväst är den kuperad. Runt La Soledad är det mycket glesbefolkat, med 4 invånare per kvadratkilometer. Närmaste större samhälle är Linares, 16,9 km norr om La Soledad. I omgivningarna runt La Soledad växer huvudsakligen savannskog.